# Igreja de Nossa Senhora do Ó (Ançã)
A Igreja de Nossa Senhora do Ó, também referida como Igreja Matriz de Ançã e  Igreja Paroquial de Ançã, situa-se em Ançã, no Município de Cantanhede, em Portugal.
Foi classificada como Imóvel de Interesse Público em 1983.

## História e arquitetura
Dedicada a Nossa Senhora do Ó, deve o seu aspecto actual a duas fases importantes de obras, uma no século XVII, muito provavelmente da época do exílio na vila do seu donatário, D. Álvaro Pires de Castro, político influente fiel ao deposto D. Afonso VI, e oitra nos finais do século XVIII e princípios do século XIX, por ocasião de um violento incêndio que muito a maltratou.
Da primeira fase referida faz parte o bom portal maneirista, de dois pares de colunas coríntias sobrepujadas de volutas, a estrutura de três naves desenhadas por duas séries arcadas suportadas por 4 colunas dóricas cada, cabeceira com três capelas, sendo a central, a capela-mor, elegantemente abobadada de caixotões calcários de boa factura, bem como os arcos triunfais de 4 das 5 capelas laterais.
Uma parte significativa da imaginária vem também dessa época, a saber os S. Pedro e S. Paulo da Capela Mor, de Pedra de Ançã, executando a nível médio o estilo da escola de João de Ruão, e ainda dois "calvários" ao mesmo estilo, um dos quais na Capela Baptismal; refira-se ainda um S. João Baptista clássico naquele mesmo estilo, na linha do da Porta Especiosa da Sé Velha de Coimbra.
Da segunda fase de obras, vêm-nos o coroamento da fachada, elegante, muito bem pensado para o portal referido, com um grande janelão central e dois mais pequenos laterais, a corresponderem às três naves—o facto de a campanha ter sido ordenada por D. Francisco de Lemos, bispo de Coimbra e reformador da Universidade e a qualidade do risco ocasionaram já a hipótese de o seu autor ser Manuel Alves Macamboa, mestre ao serviço da Universidade por aquela altura; o excepcional retábulo mor, em Pedra de Ançã, em tudo semelhante aos melhores exemplares do estilo joanino praticado na região centro sempre em madeira estofada e dourada, como aliás na esmagadora maioria do território nacional.
Entre as capelas laterais encontram-se bons exemplares de talha dourada dos século XVII e XVIII e imaginária correspondente. Mas deve destacar-se entre toda a imaginária a de Nossa Senhora com o Menino, do século XV, seguramente da oficina e mão, a julgar pela homogeneidade e qualidade da execução, de Mestre Afonso, outrora conhecido como mestre das Alhadas, cuja obra de referência mais importante é a Adoração do Cordeiro Místico do Museu Machado de Castro.